# Michel Ohayon
Pour les articles homonymes, voir Ohayon.
Michel Ohayon, né le 7 juillet 1961 à Casablanca, est un homme d'affaires français, propriétaire de la holding Financière immobilière bordelaise (FIB) et de quelques parts dans sa filiale Hermione People & Brands (HPB) ; à travers elles, il possède plusieurs biens immobiliers ainsi que diverses enseignes telles que Go Sport ou, jusqu'en 2022, la marque Camaïeu. En 2023, beaucoup d'entre elles sont en difficultés économiques. En avril 2025, il est mis en examen pour banqueroute, abus de biens sociaux et escroqueries en bande organisée.

## Biographie
Michel Ohayon naît en 1961 à Casablanca. Quand il a deux ans, ses parents partent du Maroc pour Mérignac, dans la banlieue de Bordeaux, où ils deviennent marchands de tissus,.

### Débuts en tant que franchisé
En 1984, alors qu'il a 22 ans, Michel Ohayon ouvre à Mériadeck un magasin de prêt-à-porter en franchise de Daniel Hechter. L'emplacement devient largement bénéficiaire,,. Les profits dégagés par les ventes, ainsi que l'aide de son père, lui permettent de racheter d'autres boutiques et de posséder au bout de quelques années quinze magasins, employant 150 salariés,.

### Virage vers l'immobilier commercial
Il passe alors de la vente sous franchise à l'immobilier. En 1991, l'immobilier commercial connaît des difficultés et les prix, en dehors de Paris, sont particulièrement bas : « il a eu l'intuition géniale de racheter des immeubles dans lesquels il y avait des commerçants, de les rénover et de faire monter les enseignes en gamme ». Vers la même période, Michel Ohayon crée la Financière immobilière bordelaise (FIB) pour racheter ses propres murs et lui agrège, une à une, des dizaines de sociétés créées pour mener à bien des chantiers immobiliers (achats d'immeubles, travaux, mises en location de franchises « solides » et reventes). Les années 1990 l'amènent à multiplier les acquisitions, jusqu'à celle du Grand Hôtel de Bordeaux, où il est en concurrence avec un notable bordelais, Clément Fayat. Ce bâtiment voisin du Grand Théâtre lui permet d'entrer dans le secteur prisé de l'hôtellerie de luxe, après des rénovations et des agrandissements pour plusieurs dizaines de millions d'euros,,.
Ohayon engage un grand projet de galerie commerciale à Bordeaux, Burdipolis, qui ne voit jamais le jour ; le projet sera également mené à Lille mais le terrain est finalement cédé en 2003. Il possède de plus en plus de murs et d'emplacements dans des centres commerciaux, qu'il loue aux plus grandes enseignes, dont Celio, l'une de ses premières affaires, H&M ou Etam. Ces clients considérés fiables rassurent les établissements bancaires, qui n'hésitent pas à prêter à Michel Ohayon. Le tout lui permet d'acquérir des biens immobiliers dans l'une des grandes artères commerçantes de Bordeaux, dont la rue de la Porte-Dijeaux qu'il transforme en « vitrine commerçante de Bordeaux ».
En 2005, en pleine bulle immobilière, il vend une partie de ses propriétés à Grosvenor pour 110 millions d'euros, en faisant une plus-value lui apportant du cash pour investir dans d'autres achats. Le siège de la FIB est déplacé à Paris, où Ohayon emménage.
Fin 2006, il entre en discussion pour acheter le groupe Partouche. Finalement, la famille Partouche refuse l'offre début 2007,.
Il enchaîne par la suite les achats d'hôtels de luxe, avec le Trianon Palace à Versailles en 2014, le Waldorf Astoria de Jérusalem trois ans plus tard, le Sheraton de Roissy en 2017. Dans ce domaine, son plus bel achat reste le Grand Hôtel de Bordeaux alors en mauvais état ; il le fait rénover puis ouvre en 2007. S'il n'est alors pas le favori au moment du rachat, cette acquisition lui apporte par la suite une stature dans la ville, forme de représentation de son « ascension sociale ». Il se porte acquéreur également d'un vignoble à Saint-Émilion, château Trianon, avec le projet d'y faire un ou deux hôtels de luxe, un musée de l'automobile, une galerie d'art contemporain, plusieurs restaurants, des bureaux, des magasins ainsi qu'un centre de congrès. Il a également un projet à Marseille, la résidence Bao,.

### Diversification dans la vente au détail
À partir de 2018, Michel Ohayon multiplie les acquisitions, à travers la FIB, dans le secteur de la vente au détail, qui connaît une grave crise, appelée retail apocalypse. Il ne croit pas en un basculement total de la consommation des boutiques physiques aux points de vente dématérialisés mais croit au « potentiel qu'offre un possible retournement ». En effet, selon lui, l'engorgement du trafic dans les villes, ainsi que la numérisation à outrance, pourraient conduire à terme de plus en plus de consommateurs à revenir aux magasins de quartier. Il pense ainsi que le commerce a vocation à devenir omnicanal, tendance qui profitera aux groupes intégrés ayant créé un maillage important.
La pandémie de Covid-19 vient renforcer encore les possibilités de rachats, même si ces enseignes étaient déjà en difficulté avant. Ainsi, par l'intermédiaire de l'entité Hermione People & Brands (HPB) dirigée par ses enfants, sont achetés La Grande Récré (109 points de vente), qui n'est pas directement intégrée à HPB, les murs de 22 magasins Galeries Lafayette dont il conserve l'enseigne en franchise, Camaïeu (511), Go Sport (179) et la franchise Gap (21) pour la France ; cette dernière est rapidement revendue à Go Sport. Une fois l'acquisition réalisée, il n'intervient pas directement, laissant une autonomie à des gestionnaires mis en place.

### Difficultés économiques et procédures judiciaires
La liquidation de Camaïeu fin 2022 est vue par la presse comme un échec personnel d'Ohayon,, : « Il a beaucoup acheté en peu de temps, mais dans un secteur sinistré. » À la suite de la mise en redressement judiciaire de Go Sport (marque propriétaire également de la franchise Gap France pour la France), certains salariés pointent « l’absence de stratégie de Michel Ohayon qui aurait entraîné le groupe à sa perte ». D'après le magazine Challenges, cela risque de ternir « définitivement son crédit auprès de ses banques, de ses partenaires et des pouvoirs publics ».
Près de deux cents ex-salariés de Camaïeu portent plainte contre Michel Ohayon en 2023 pour « abus de biens sociaux ». Ils mettent en cause des « opérations financières anormales » qui auraient mené l’entreprise à la faillite.
En janvier 2023, le tribunal de commerce de Bordeaux place en redressement judiciaire trois de ses sociétés, dont celles qui détiennent notamment les hôtels de luxe Trianon Palace à Versailles et l'Intercontinental Grand Hôtel de Bordeaux. Ce redressement fait suite au non remboursement de trois emprunts contractés auprès de la Bank of China à hauteur de 200 millions d'euros. Ces difficultés viennent se cumuler avec les problèmes financiers du groupe Go Sport durant la même période. 
La Financière immobilière bordelaise est placée en redressement judiciaire le 15 février 2023,. Mi-février 2023, parmi les six écoles d'enseignement supérieur privées non-reconnues par l'Etat, celle d'Aix en Provence, affiliée du réseau Campus Academy, fondée en 2019 par Michel Ohayon mais désormais propriété de son fils, ferme pour des motifs d'ordre économique, celle de Nantes ayant déjà fermé auparavant et celle de Rennes étant sur le point de le faire à son tour . Le groupe Campus Academy s'occupe de trouver une solution pour les 130 étudiants impactés.
Le 17 février 2023, Michel Ohayon annonce la mise en redressement judiciaire des vingt-cinq magasins Galeries Lafayette qu'il a rachetés, mais publie un correctif le 21 février pour annoncer la mise sous sauvegarde. 
Le 27 février 2023, la juridiction nationale chargée de la lutte contre la criminalité organisée (Junalco) annonce l'ouverture d'une enquête préliminaire sur une possible escroquerie en bande organisée,. Dans le cadre de cette enquête, le 2 avril 2025, Michel Ohayon ainsi que quatre dirigeants de son empire commercial sont placés en garde à vue à Paris.
En février 2024, il obtient l'effacement de 70 % de ses dettes par le groupe des Galeries Lafayette.
Le 4 mars 2024, le tribunal de commerce de Bordeaux valide le plan de redressement proposé par Michel Ohayon, ce qui lui permet de conserver ses trois hôtels de luxe (Grand Hôtel de Bordeaux, de l'hôtel Sheraton de l'aéroport de Roissy et du Trianon Palace de Versailles).
En avril 2025, il est mis en examen pour banqueroute, abus de biens sociaux et escroqueries en bande organisée. Il est notamment soupçonné d’avoir détourné de l’argent des sociétés Go sport, Gap France et Camaïeu. Son épouse est également mise en examen,. Des mouvements d'argent suspects ou fictifs auraient permis de détourner plus de 50 millions d'euros. Placé sous contrôle judiciaire, Michel Ohayon conteste "avec véhémence" les accusations de banqueroute.

### Famille
Michel Ohayon est le père de cinq enfants, dont Déborah qui travaille sur des projets liés aux rachats de son père ou Charles-David qui s'occupe des hôtels du groupe. Sa femme Léa a fondé Les Bains de Léa, entreprise de spas.

### Patrimoine
En juillet 2022, Michel Ohayon est la 104e fortune de France, avec un patrimoine estimé par Challenges à 1,1 milliard d'euros.